# Mihuceni, Adâncata
Mihuceni (în ucraineană Михайлівка, transliterat: Mîhailivka, în rusă Михайловка, transliterat: Mihailovka și în germană Mihuczeni) este un sat reședință de comună în raionul Adâncata din regiunea Cernăuți (Ucraina). Are 745 locuitori, preponderent  ucraineni (ruteni).
Satul este situat la o altitudine de 360 metri, în partea de centru a raionului Adâncata. De această comună depinde administrativ satul Dumbrava Roșie.

## Istorie
Localitatea Mihuceni a făcut parte încă de la înființare din regiunea istorică Bucovina a Principatului Moldovei.  
După anexarea Bucovinei de către Imperiul Habsburgic în anul 1775, localitatea Mihuceni a făcut parte din Ducatul Bucovinei, guvernat de către austrieci, făcând parte din districtul Siret (în germană Sereth).  
După Unirea Bucovinei cu România la 28 noiembrie 1918, satul Mihuceni a făcut parte din componența României, în Plasa Flondoreni a județului Storojineț. Pe atunci, majoritatea populației era formată din ucraineni, existând și o comunitate de români. 
Ca urmare a Pactului Ribbentrop-Molotov (1939), Bucovina de Nord a fost anexată de către URSS la 28 iunie 1940, reintrând în componența României în perioada 1941-1944. Apoi, Bucovina de Nord a fost reocupată de către URSS în anul 1944 și integrată în componența RSS Ucrainene. 
Începând din anul 1991, satul Mihuceni face parte din raionul Adâncata al regiunii Cernăuți din cadrul Ucrainei independente. Conform recensământului din 1989, numărul locuitorilor care s-au declarat români plus moldoveni era de 41 (31+10), reprezentând 5,14% din populație . În prezent, satul are 745 locuitori, preponderent ucraineni.

## Demografie
Componența lingvistică a localității Mihuceni
     Ucraineană (99,33%)
     Alte limbi (0,67%)
Conform recensământului din 2001, majoritatea populației localității Mihuceni era vorbitoare de ucraineană (99,33%), existând în minoritate și vorbitori de alte limbi.
1930: 896 (recensământ)
1989: 797 (recensământ)
2007: 745 (estimare)

### Recensământul din 1930
Componența etnică a comunei Mihuceni (județul Storojineț)
     Români (10,6%)
     Ruteni (87,61%)
     Altă etnie (1,79%)
Componența confesională a comunei Mihuceni
     Ortodocși (96,76%)
     Romano-catolici (1,45%)
     Altă religie (1,79%)
Conform recensământului efectuat în 1930, populația comunei Mihuceni se ridica la 896 locuitori. Majoritatea locuitorilor erau ruteni (87,61%), cu o minoritate de români (10,60%). Alte persoane s-au declarat: evrei (8 persoane), germani (2 persoane) și polonezi (6 persoane). Din punct de vedere confesional, majoritatea locuitorilor erau ortodocși (96,76%), dar existau și romano-catolici (1,45%). Alte persoane au declarat: mozaici (8 persoane) și greco-catolici (8 persoane).